# 술탄 모스크

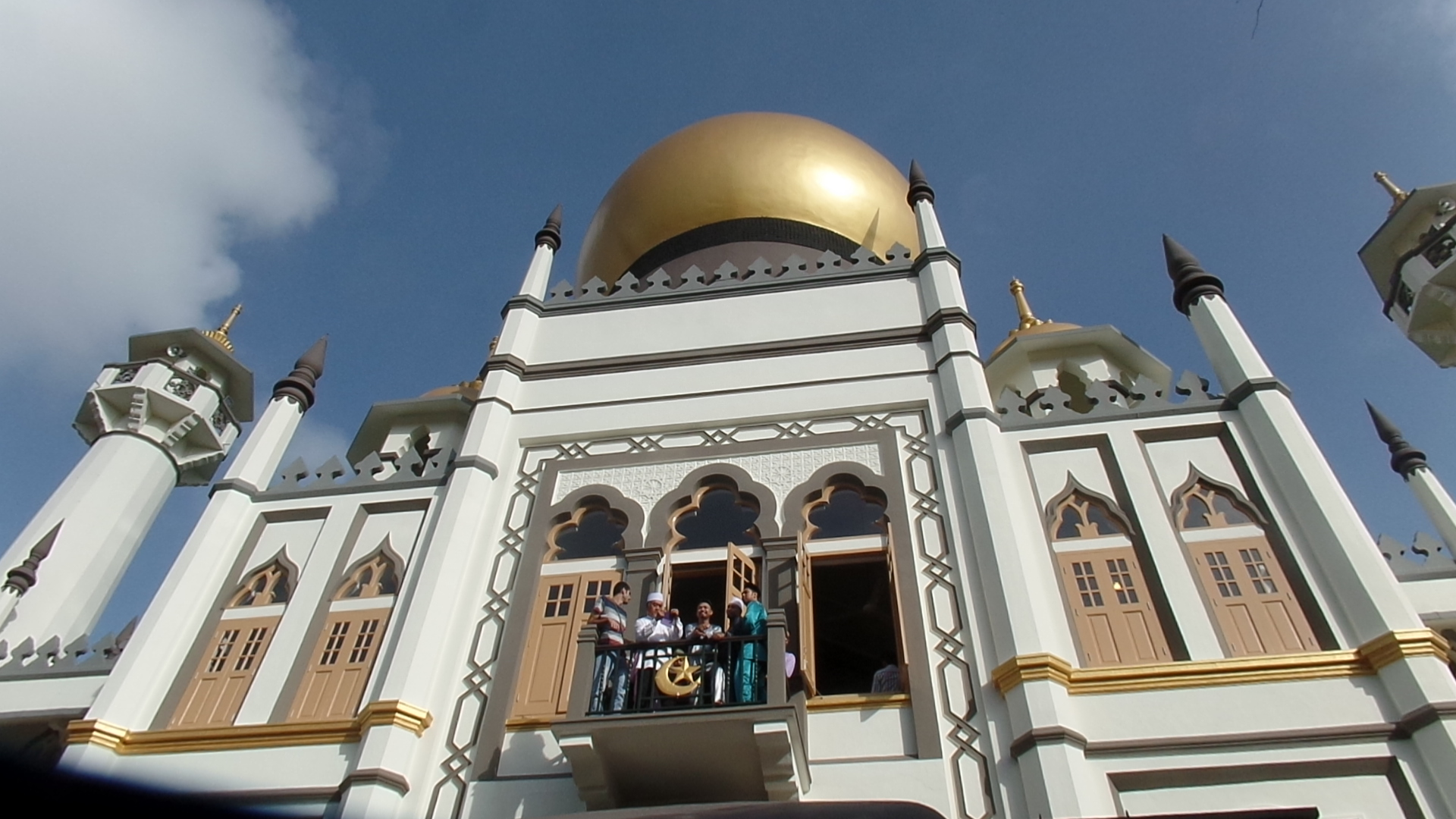

술탄 모스크(Masjid Sultan)는 싱가포르 캄퐁 글램의 무스캣가와 노스브리지길에 위치한 사원이다. 1975년 국가 기념물로 지정되었다.
싱가포르에서 가장 중심적인 사원이다. 거대한 황금돔과 넓은 기도실을 갖추고 있으며, 싱가포르 무슬림들을 위한 가장 호화스러운 성지의 하나이다. 관광객은 반드시 구두를 벗어야 하며, 긴 바지를 입어야만 입장할 수 있다. 금요일에 많은 신자들이 예배를 드린다.